# Francisco Varo López
Francisco Varo López (Córdoba, España, 15 de junio de 1951) es un exfutbolista español que se desempeñaba como defensa.

## Clubes
| Club                    | País   | Año       |
| ----------------------- | ------ | --------- |
| Córdoba Club de Fútbol  | España | 1969-1978 |
| Levante Unión Deportiva | España | 1979-1981 |
| Córdoba Club de Fútbol  | España | 1981-1983 |